# 통일전망대

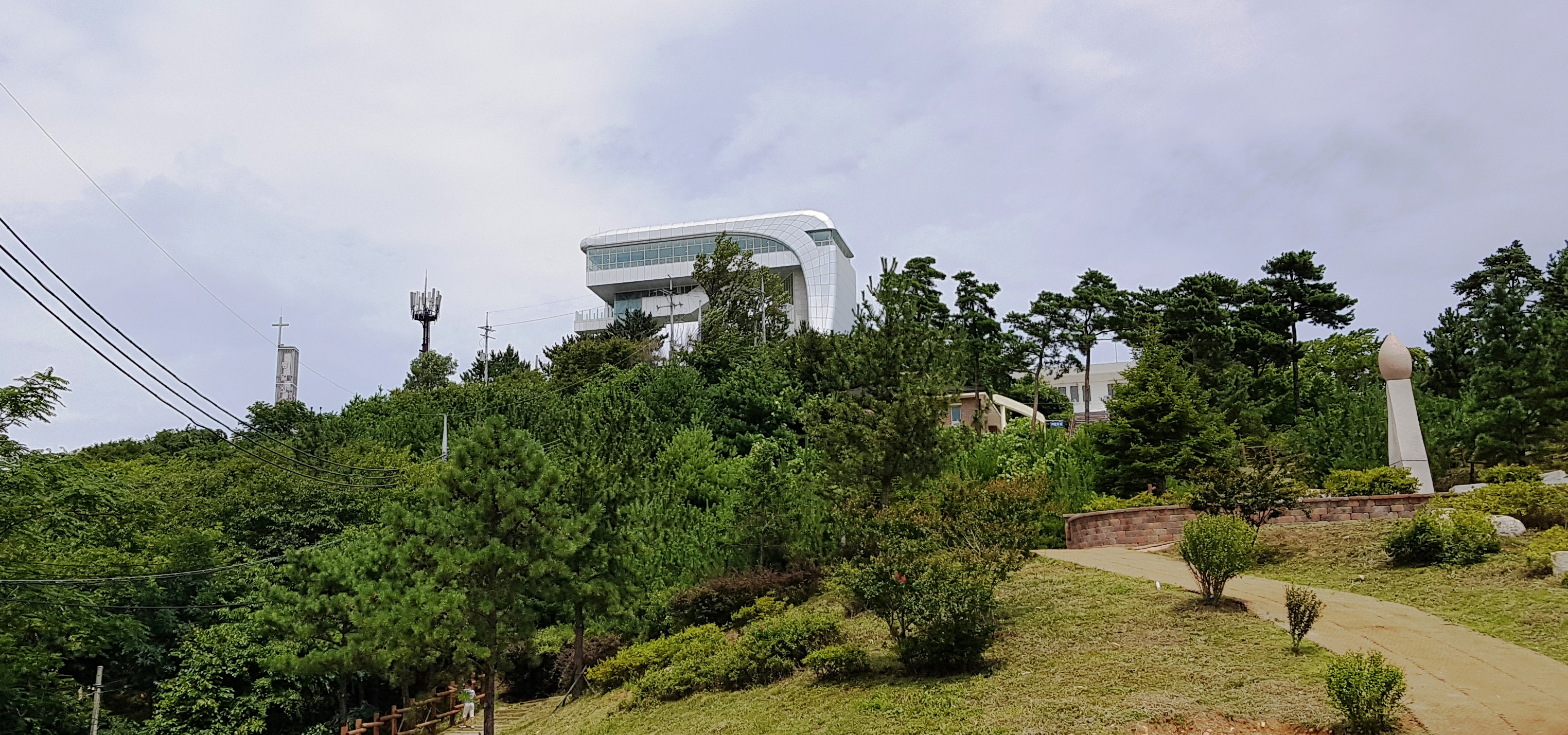
통일전망대

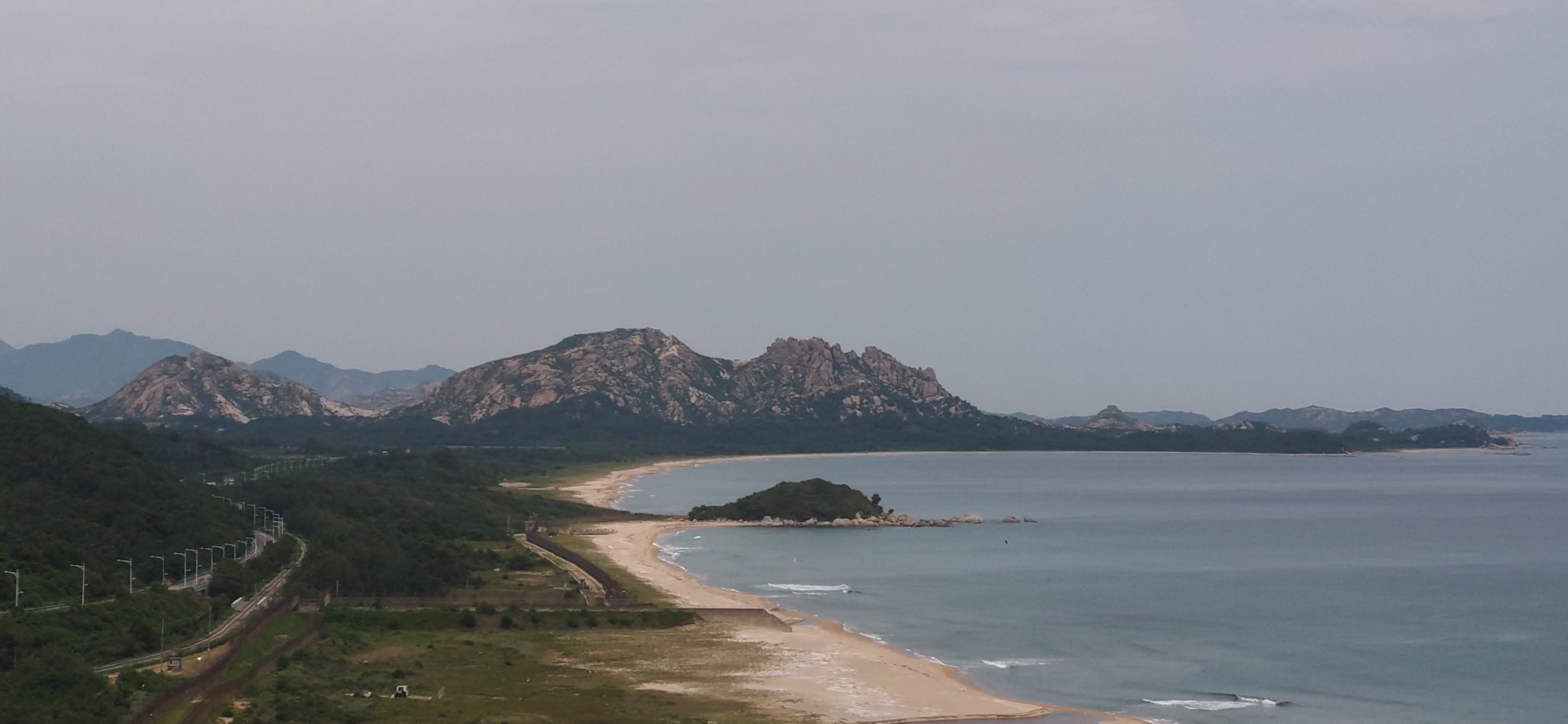
통일전망대에서 바라본 금강산 해금강 전경

통일전망대(統一展望臺)는 대한민국 강원특별자치도 고성군 현내면 명호리에 위치한 전망대로, 1984년 2월 9일에 준공되었다.

## 연혁
- 1983년 7월 26일 : 착공
- 1984년 2월 9일 : 준공 및 개관
- 1985년 6월 : 통일안보공원 (출입신고소) 완공
- 1986년 : 성모 마리아상 건립
- 1988년 : 통일기원미륵불상 건립 (설악산 신흥사)
- 1987년 2월 25일 : 통일관광주식회사 설립 (현 위치 : 통일안보공원)
- 1990년 3월 7일 : 통일주유소 개소
- 1996년 4월 1일 : 통일안보공원 마을관리 휴양지 비지정관광지 지정
- 2000년 9월 25일 : ㈜통일전망대로 상호 변경
- 2007년 6월 22일 : 6·25전쟁 체험전시관 개관

## 현황

### 통일전망대
- 위치 : 강원특별자치도 고성군 현내면 명호리, 북위 38도 35분, 해발고도 70m
- 주요시설 : 통일관, 통일기원기도회 및 교육장, 통일기원범종, 통일미륵불, 성모마리아상, 전진십자철탑, 6.25전쟁체험전시관
- 기념물 : 351고지전투전적비, 공군 351고지 전투지원작전 기념비, 민족의 웅비, 고성지역전투 충혼탑
- 편의시설 : 주차장, 금강산휴게소, 휴게소, 금강산 열차식당 (3010호 디젤 기관차와 객차를 개조해서 사용함)

### 통일 안보공원
- 위치 : 통일전망대 남측 10km
- 시설 : 출입신고소, 관광안내소, 교육강당
- 편의시설 : 주차장, 주유소, 식당 및 휴게소, 기념품 판매점[1]

## 관람 시간
매표는 오전 9시부터 시작되어 수학여행기 오후 4시 20분, 성수기(하절기) 오후 5시 30분, 비수기(동절기) 오후 3시 50분에 종료되며, 통일전망대 관람은 저녁 6시까지 가능.
- 관람시간 : 1시간 ~ 1시간 30분
- 입장료 : 성인 기준 개인 3000원, 단체 2000원 (경로 50% 할인) (소인은 개인 1500원, 단체 1200원)
- 주차료 : 9인승 미만 3000원, 9인승 이상 학교단체 10인승 이상 5000원

## 입장 방법
통일전망대는 질서를 유지하기 위해 통일안보공원에 민통선 출입신고서를 작성한 후 8분간 영화 상영 형태로 구성되는 안보 교육을 한 뒤 민통선 검문소를 통과하여 신고서를 제출한 후, 통일전망대 관람을 한 뒤 검문소에서 민통선 차량 출입증을 반납하고 돌아가면 된다. 또한 통일전망대 안에서는 승용차만 입장이 가능하며 오토바이, 도보, 자전거 등을 이용한 경우에는 입장할 수 없다.

## 같이 보기
- 오두산 통일전망대
- 통일전망대로